# 艾拉·比列加斯
艾拉·科尔德罗·比列加斯（西班牙語：Aira Cordero Villegas，1995年8月1日—），菲律宾女子拳击运动员。她曾代表菲律宾参加2024年夏季奥林匹克运动会拳击比赛，获得女子50公斤级铜牌。她也曾参加2022年亚洲运动会。